# St. Peter und Paul (Eching am Ammersee)

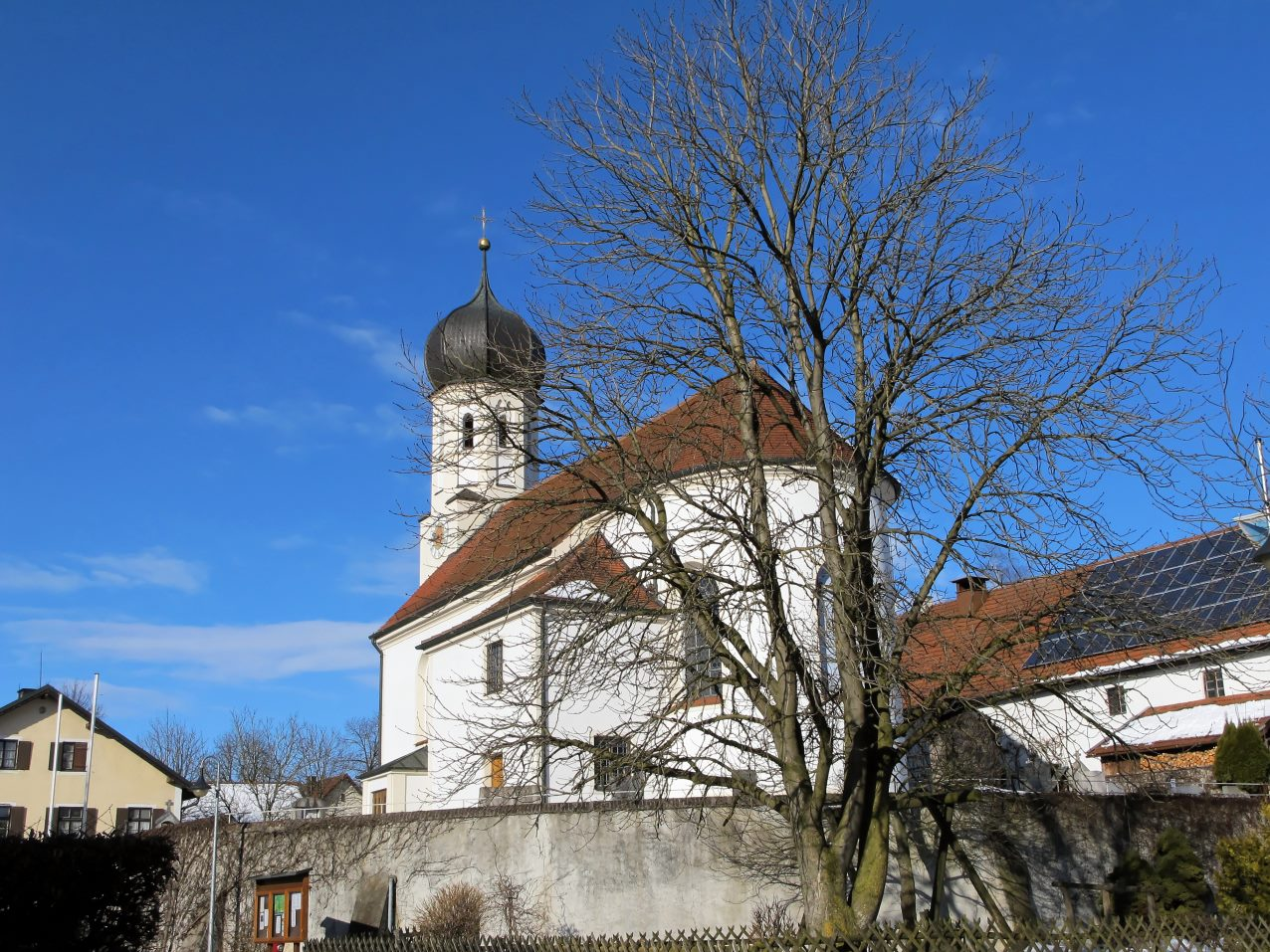
St. Peter und Paul (Eching am Ammersee)

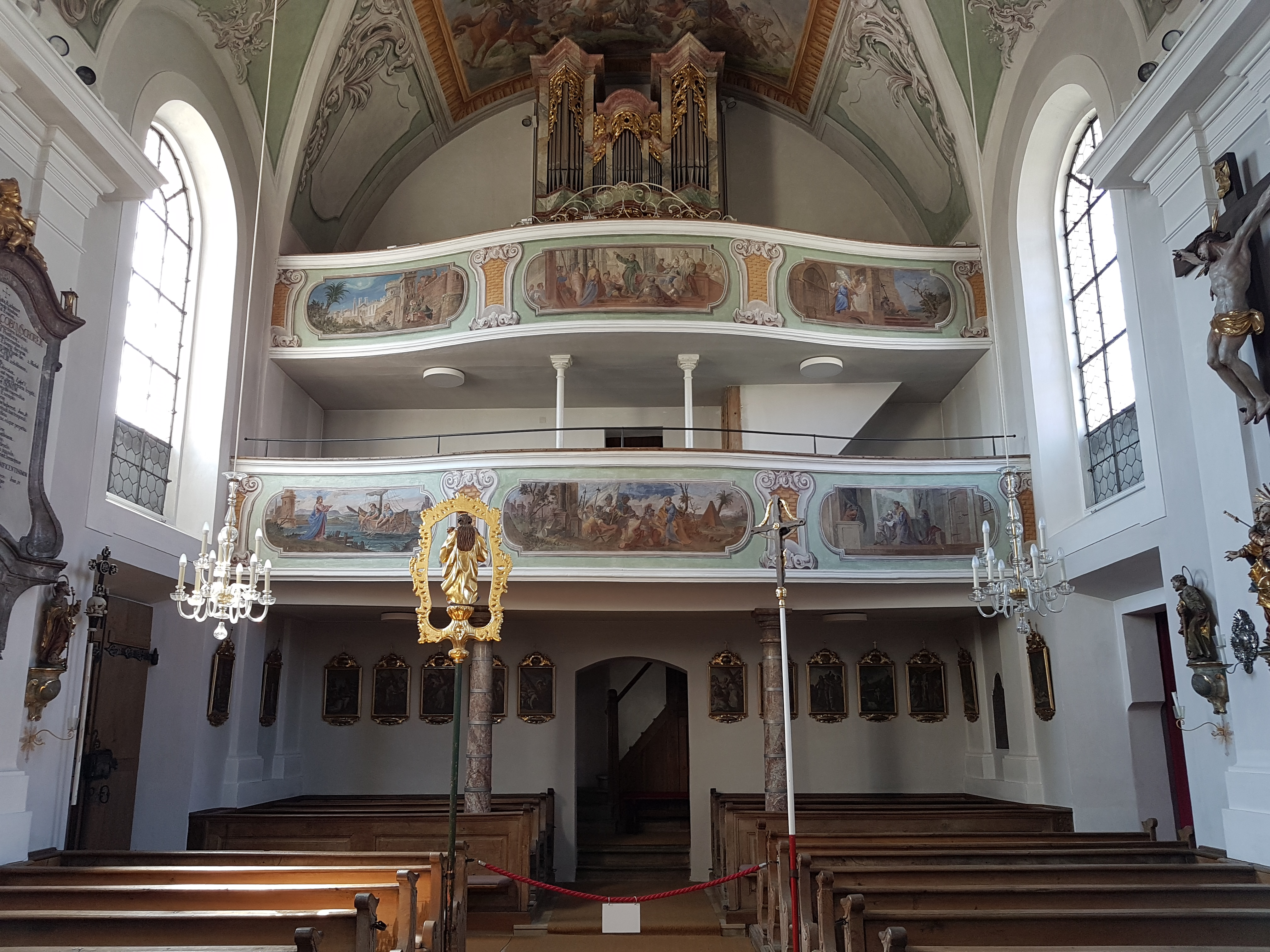
Innenraum nach Westen

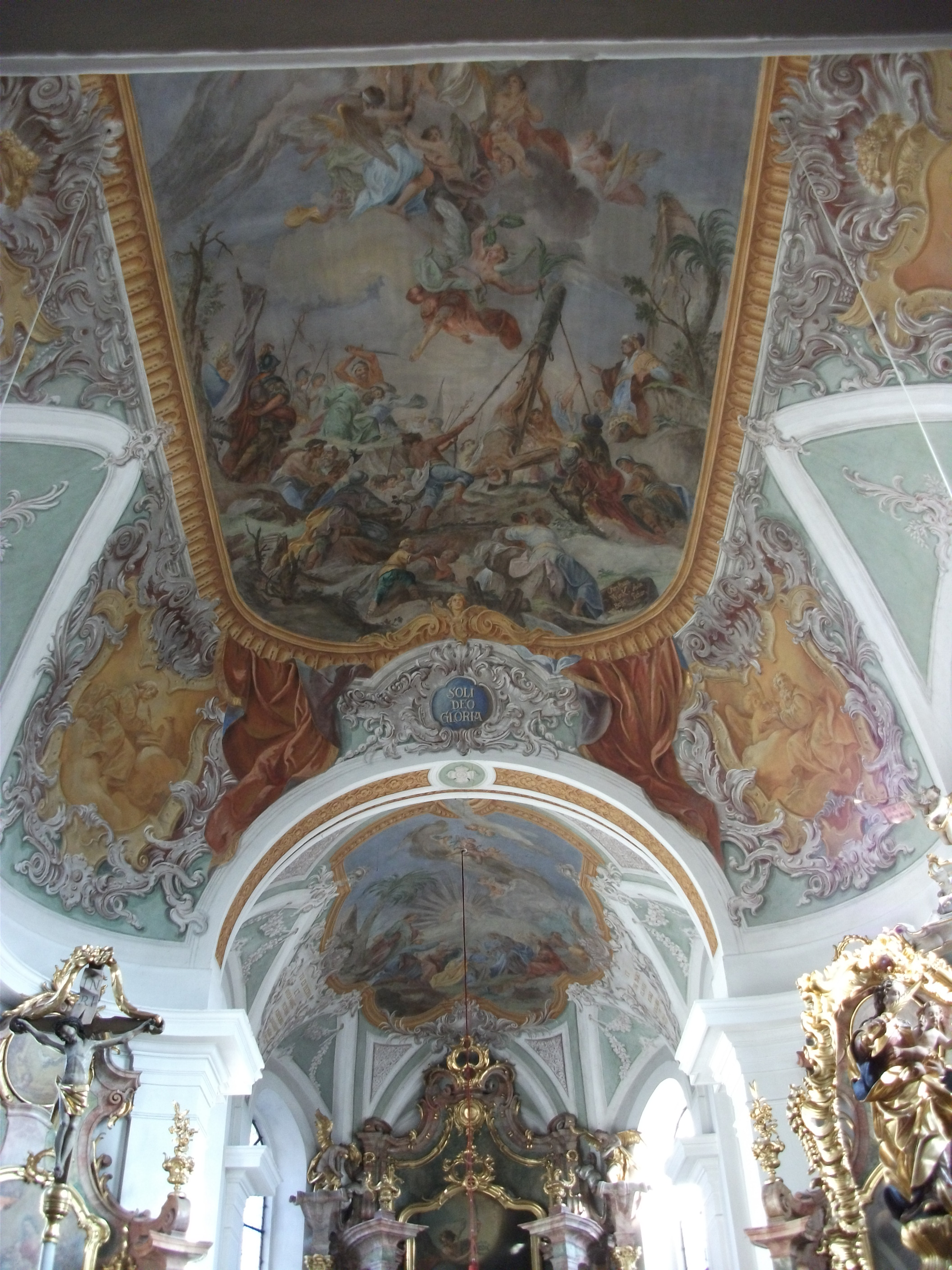
Deckengemälde

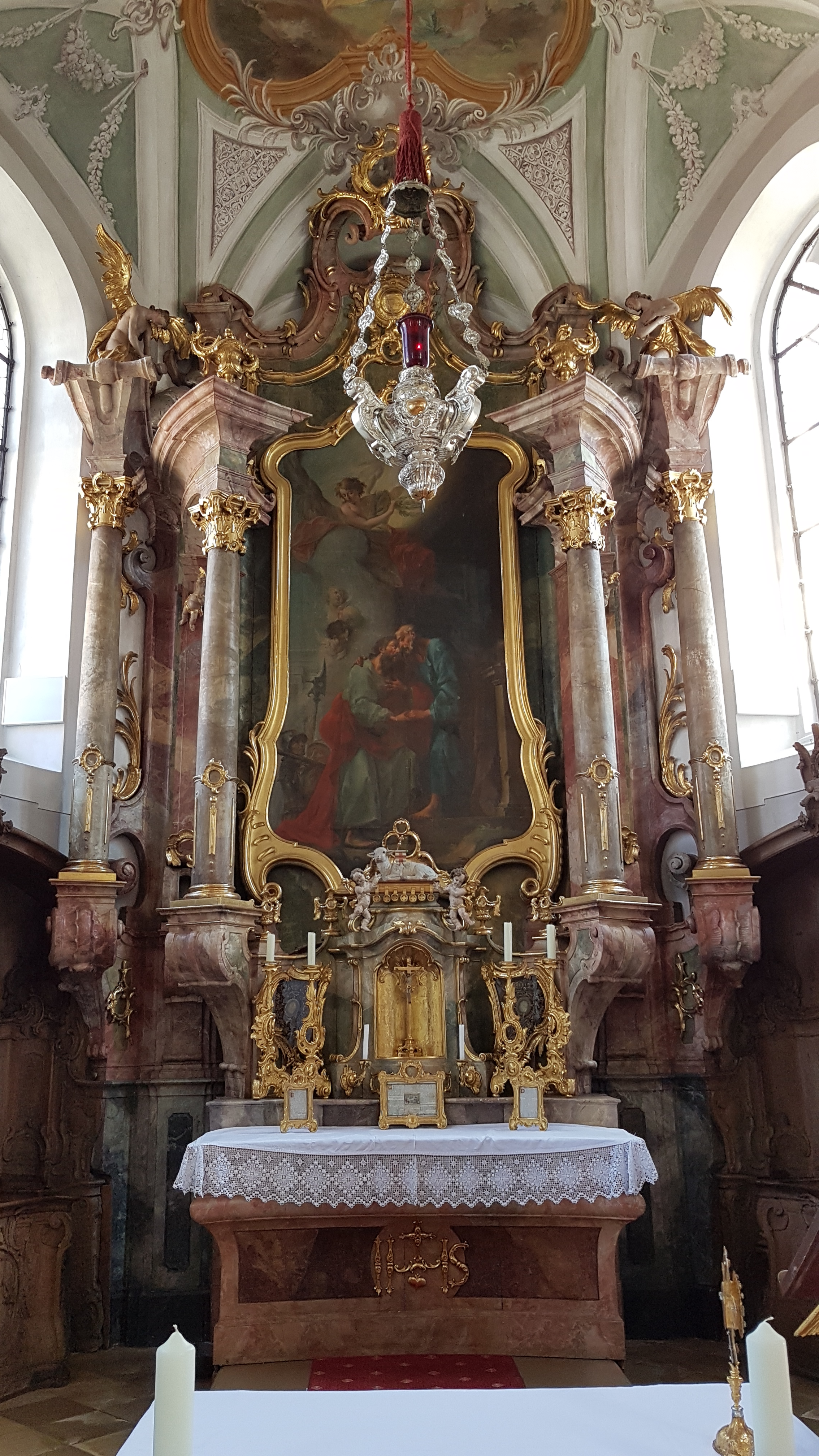
Altar

Die römisch-katholische Pfarrkirche St. Peter und Paul ist eine barocke Saalkirche mit spätgotischem Turm in Eching am Ammersee, einem Ortsteil der gleichnamigen Gemeinde im oberbayerischen Landkreis Landsberg am Lech. Sie gehört zur Kirchengemeinde Greifenberg im Bistum Augsburg.

## Geschichte und Architektur
Nachdem ein Vorgängerbau vermutlich infolge des Dreißigjährigen Kriegs und des Spanischen Erbfolgekriegs zerstört worden war, wurde die Kirche in Eching 1766 vom Münchner Hofbaumeister Leonhard Matthäus Gießl und seinem Parlier Ignaz Prechler aus einem Legat des Pfarrers Johann Jakob Schorer unter Benutzung von Teilen des Altbaus erbaut. Eine Wiederherstellung fand 1990 statt. Im Jahr 2017 wurde das 250-jährige Jubiläum feierlich begangen.
Der Kirche ist ein Saalbau mit halbrundem Chor und einem spätgotischen Westturm mit Welscher Haube. Das Innere wird durch ein Tonnengewölbe mit Stichkappen über toskanischen Pilastern überdeckt, die östlichen Ecken sind ausgerundet. Die Deckenbilder wurden 1770 von Christian Wink geschaffen und sind mit „Aulae Boj. Pictor“ (Bayerischer Hofmaler) bezeichnet. Sie zeigen die Schlüsselübergabe an den heiligen Petrus, im Langhaus das Martyrium der Titelheiligen und über der Orgel die Bekehrung des heiligen Paulus. Die Bildfelder sind von reichen stuckimitierenden Malereien umgeben.

## Ausstattung
Der Hochaltar und die Kanzel wurden in den Jahren 1771/73 von Joseph Gruber aus Unterschondorf gefertigt. Das Hochaltarblatt mit dem Abschied der Apostelfürsten und das rechte Altarbild mit einer Darstellung des heiligen Andreas wurden ebenfalls von Christian Wink in den Jahren 1770 beziehungsweise 1774 geschaffen. Das Gemälde des nördlichen Seitenaltars ist ein Werk aus dem Jahr 1776 von Sebastian Troger aus Weilheim und zeigt die Verzückung des heiligen Antonius von Padua.
Die Apostelfiguren sind Frühwerke des Johann Luidl aus der Zeit um 1725. Ein Marmorepitaph für den Stifter Pfarrer Schorer wurde 1767 von Johann Baptist Straub geschaffen. Die Orgel ist ein Neubau von Rudolf Kubak mit 12 Registern auf zwei Manualen und Pedal in dem Prospekt der Orgel von Franz Thoma von 1782.